# Martanesh
Martanesh é uma comuna (em albanês:  komuna) da Albânia localizada no distrito de Bulqizë, prefeitura de Dibër.